# Eoneureclipsis querquobad
Eoneureclipsis querquobad är en nattsländeart som beskrevs av Malicky och Chantaramongkol 1989. Eoneureclipsis querquobad ingår i släktet Eoneureclipsis och familjen fångstnätnattsländor. Inga underarter finns listade i Catalogue of Life.